# Абд аль-Вахід II
Абу Мухаммед ар-Рашид Абд аль-Вахід II (*д/н —1242) — 10-й халіф держави Альмохадів у 1232—1242 роках. За його правління відбувається остаточний занепад держави.

## Життєпис

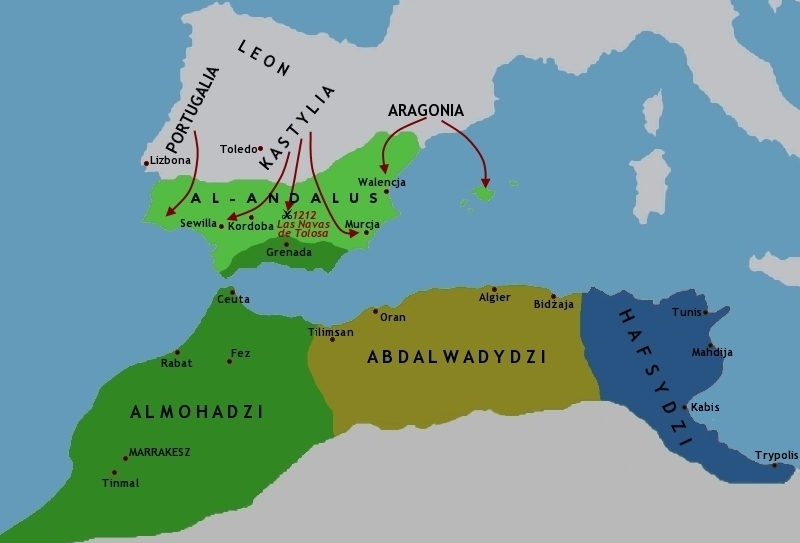
Держава Альмохадів на момент смерті Абд аль-Вахіда II

Походив з династії Альмохадів. Син Ідріса аль-Мамуна. Після смерті батька у 1232 році, було оголошено халіфом. Він продовжив рух на Марракеш, де отобарився його родич — Ях'я аль-Мутасім.
Абд аль-Вахід II не зміг захопити Марракеш, тому відступив на північ Марокко. Невдачі халіфа призвели до втрати різних володінь. Йому довелося боротися проти Маринідів, які розпочали новий наступ. Водночас остаточно були втрачені останні володіння Альмохадів на Піренейському півострові: 1233 року — Убеда, 1236 року — Кордова. У відповідь створив потужний флот в Рабаті, звідки мусульманський флот здійснював набіги на християнські володіння на Піренеях.
Для посилення влади у Марокко відмовився від позиції батька стосовно проповідника ібн Тумарта (його знову визнано Махді), чим повернув на свій бік клани Альмохадів та берберські племена. Протягом короткого часу відновив контроль над землями від Тунісу до Марракеша, який захопити не вдалося.
У 1235 році було зайнято важливо місто Сіджільмасе. У 1236 році після смерті аль-Мустасима вдалося захопити столицю — Марракеш. Втім того ж року Ягморасан ібн Заян, валі Середнього Магрибу, оголосив про свою нелаженість, захопивши Орані Тлемен і заснувавши самостійну державу Заянідів (зрештою зхаопила територію від Тлемсена до Беджайї).
У 1242 року війська Маринід зуміли захопити Фес та більшу частину північного МаАрокко. У відповідь халіф став готуватися до наступу проти супротивника, але у грудні того ж року потонув (або його втопили) в басейні. Владу успадкував його брат Абу аль-Хасан ас-Саїд.